# Let's Be Friends (canção)
"Let's Be Friends" é uma canção da cantora norte-americana Emily Osment. A canção foi lançada como o primeiro single do seu álbum de estreia, Fight or Flight. A canção foi lançada para download digital em 8 de junho de 2010, e lançada oficialmente nas rádios em 7 de julho de 2010. Ela foi escrita por Osment, Toby Gad e Mandi Perkins. A canção de sonoridade upbeat tem notáveis características de pop rock e liricamente fala sobre amizade com benefícios.

## Composição
A canção foi escrita por Osment, Mandi Perkins e Toby Gad. Na música quem tem uma batida mais pop do que as anteriores de Emily ela fala sobre ficar "gamada" em um cara que tem namorada. Ela tenta convencer ele a descobrir um novo mundo junto com ela.

## Faixas
| Download digital |                    |                                        |         |  |
| N.º              | Título             | Compositor(es)                         | Duração |  |
| 1.               | "Let's Be Friends" | Emily Osment, Mandi Perkins e Toby Gad | 3:06    |  |

| Remix |                                    |         |  |
| N.º   | Título                             | Duração |  |
| 1.    | "Let's Be Friends" (Riddler Remix) | 3:36    |  |

| CD single Internacional |                                           |         |  |
| N.º                     | Título                                    | Duração |  |
| 1.                      | "Let's Be Friends" (Edited Version)       | 3:03    |  |
| 2.                      | "Let's Be Friends" (Prince Villiam Remix) | 4:02    |  |
| 3.                      | "Let's Be Friends" (Coltman Remix)        | 5:29    |  |

## Videoclipe
Mostra Emily chegando em um carro esporte conversivel com amigas para uma festa na praia quando ela se interessa por um garoto andando de mãos dadas com sua namorada. Há troca de cenas onde mostra Emily cantando na festa, dançando e olhando fotografias. Quase no final do clipe mostra ela conversando com seu pretendente em uma roda de amigos na praia. No climax a namorada briga com o rapaz e Emily vai embora com ele no carro conversivel...

## Desempenho nas tabelas musicais

### Posições
| Tabela musical (2010)                 | Melhor posição |
| ------------------------------------- | -------------- |
| Alemanha - Media Control Charts       | 67             |
| Chile - Gaon Chart                    | 81             |
| Coreia do Sul - Gaon Chart            | 102            |
| Estados Unidos - Hot Dance Club Songs | 31             |
| Japão - Japan Hot 100                 | 24             |